# Сейнт Крой (окръг, Уисконсин)
Окръг Сейнт Крой (на английски: St. Croix County) е окръг в щата Уисконсин, Съединени американски щати. Площта му е 1906 km², а населението - 63 155 души (2000). Административен център е град Хъдсън.